# 第10師団 (陸上自衛隊)

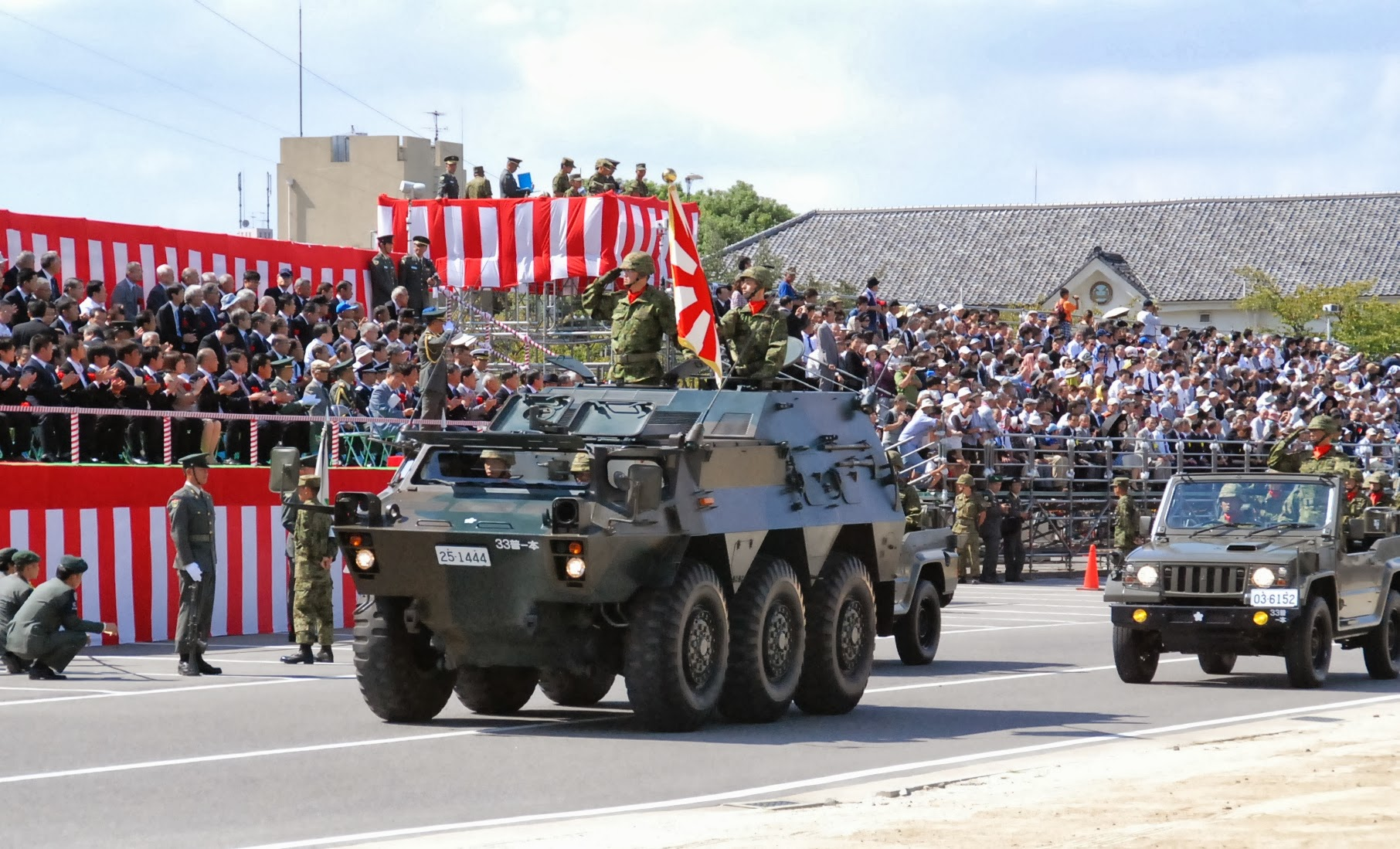
第10師団創立51周年記念行事における観閲行進（2013年9月29日 守山駐屯地）

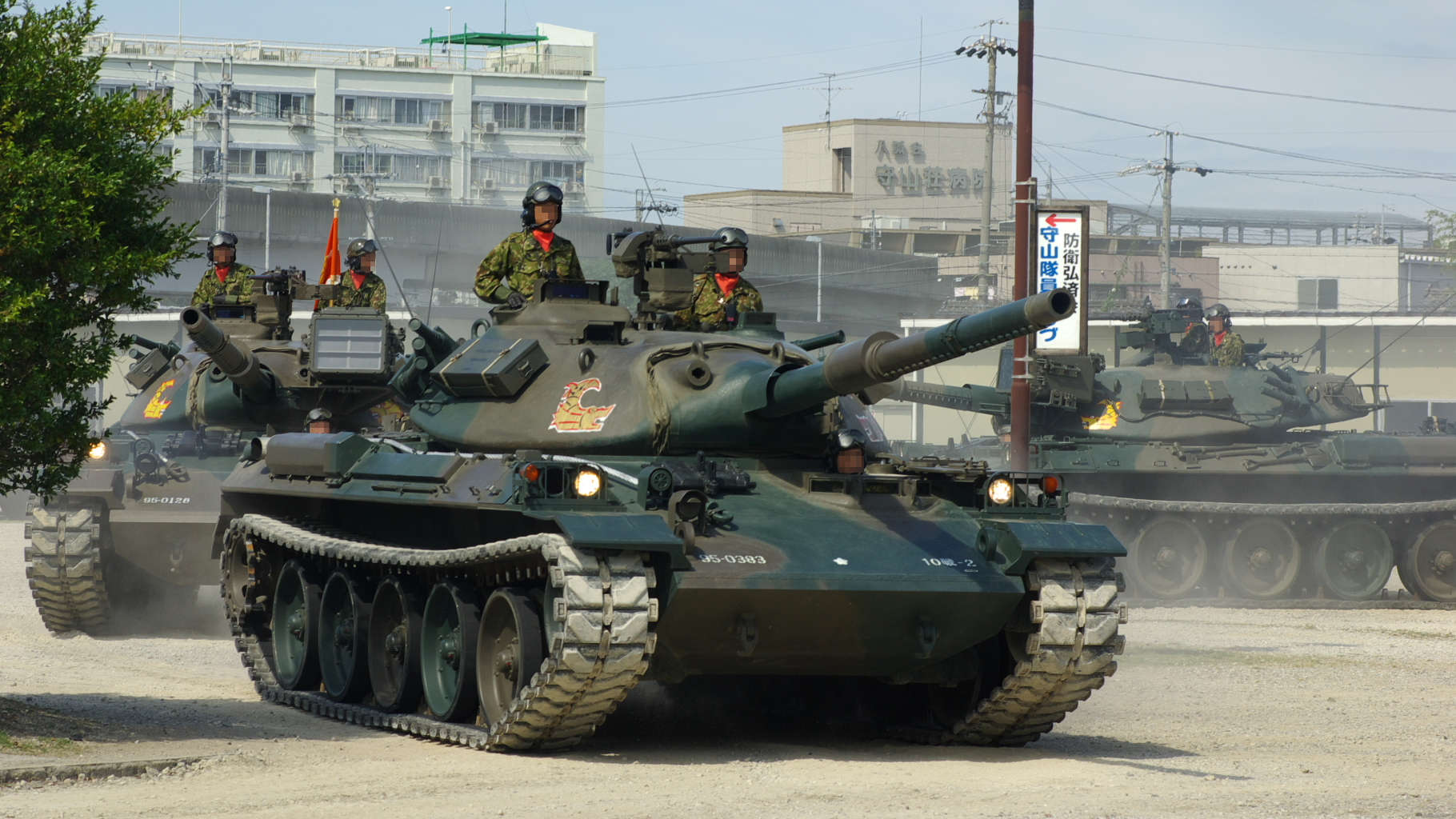
第10師団所属の74式戦車。2011年10月、守山駐屯地。

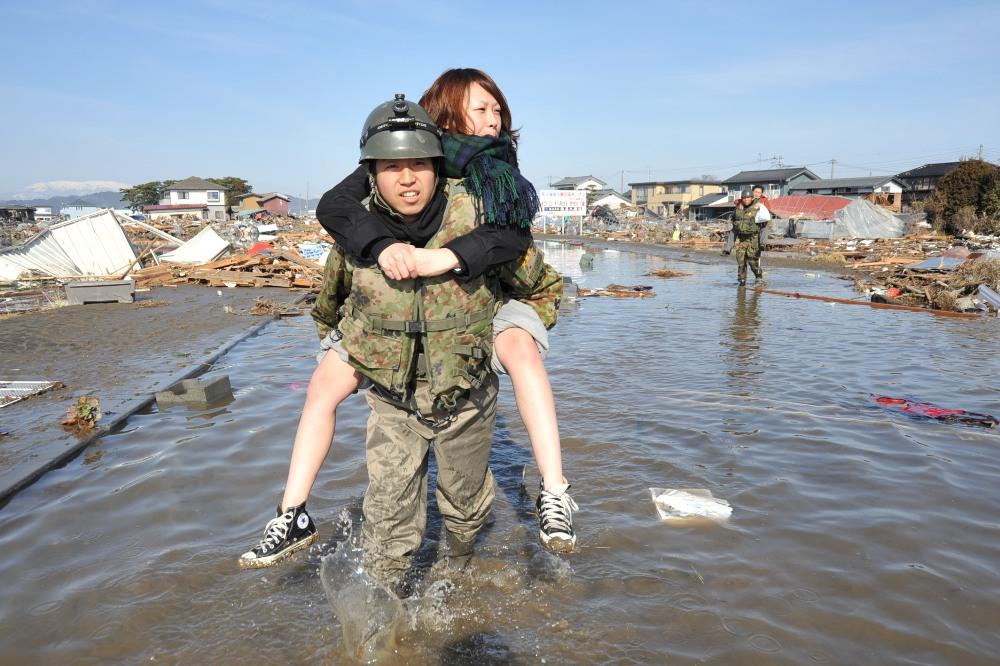
災害派遣活動中の師団員達。東日本大震災の時の宮城県亘理町で

第10師団（だいじゅうしだん、JGSDF 10th Division）は、陸上自衛隊の師団のひとつである。中部方面隊直轄にあり、司令部を陸上自衛隊守山駐屯地（愛知県名古屋市）に置く。

## 概要
3個普通科連隊を基幹とし、地域配備師団に分類される。第10警備地区（愛知、岐阜、三重、福井、石川、富山）の防衛警備、災害派遣を任務とするほか、民生協力および国際貢献活動を行っている。師団司令部および指揮下の13個部隊は、愛知県（守山駐屯地、豊川駐屯地、春日井駐屯地）、三重県（久居駐屯地、明野駐屯地）、石川県（金沢駐屯地）の3県6個駐屯地に配置されている。岐阜県、福井県および富山県には第10師団隷下部隊の配置は無く中部方面隊直轄部隊が配置されている。

## 沿革

### 第10混成団
- 1958年（昭和33年）
  - 6月10日：第10混成団本部が大久保駐屯地において編成完結[1]。編成完結式後、久居駐屯地に移駐。
  - 6月26日：第10混成団隷下部隊が編成完結。警備区域は富山県、石川県、福井県、岐阜県、愛知県、三重県[2]。

※ 編成（団本部、本部付中隊、第14普通科連隊、第10特科連隊、第10施設大隊、第10偵察中隊、第10通信中隊、第10武器中隊、第10補給中隊、第10衛生中隊等）
- 1959年（昭和34年）
  - 6月3日：第10混成団本部が久居駐屯地から守山駐屯地へ移駐。
  - 6月26日：第10混成団本部および守山駐屯地開庁式[1]。
  - 9月26日：伊勢湾台風による災害派遣（延べ約63万人、総理大臣表彰受賞）～12月10日まで[1]。
- 1960年（昭和35年）
  - 1月14日：方面管区制施行により中部方面隊が創隊し、中部方面総監に隷属。
  - 3月14日：第10特科連隊、第10施設大隊が大久保駐屯地から豊川駐屯地に移駐。

1960年頃の主要編成
第14普通科連隊、第10特科連隊

### 第10師団
- 1962年（昭和37年）1月18日：第10師団編成完結。

1. 第10混成団が第10師団に称号変更、乙師団に改編。
2. 第10偵察中隊（今津駐屯地）は第10偵察隊に、第10通信隊（伊丹駐屯地）は第10通信大隊に、第10衛生中隊は第10衛生隊にそれぞれ称号変更。
3. 第33普通科連隊、第35普通科連隊、第10戦車大隊、第10対戦車隊および第10輸送隊を新編。

※ 編成（師団司令部、同付隊、第14・第33・第35普通科連隊、第10特科連隊、第10戦車大隊、第10通信大隊、第10対戦車隊、第10偵察隊等）
- 1963年（昭和38年）1月：三八豪雪災害派遣（司令部以下師団主力が北陸へ）。

1965年頃の主要編成
第14・第33・第35普通科連隊、第10特科連隊、第10戦車大隊
- 1967年（昭和42年）3月10日：第10施設大隊が豊川駐屯地から新設の春日井駐屯地に移駐。
- 1975年（昭和50年）8月1日：第10音楽隊を守山駐屯地に新編。
- 1976年（昭和51年）9月12日： 台風17号の集中豪雨により長良川が決壊（9.12水害）。岐阜県の要請を受けて救助活動を実施[3]。
- 1981年（昭和56年）1月：五六豪雪災害派遣（司令部以下師団主力が北陸へ）。

1990年頃の主要編成
第14・第33・第35普通科連隊、第10特科連隊、第10戦車大隊
- 1991年（平成03年）3月29日：第10師団の近代化改編。

1. 第14・第33・第35普通科連隊を自動車化連隊に改編。
2. 第10武器隊、第10補給隊、第10輸送隊、第10衛生隊を統合し、第10後方支援連隊を守山駐屯地に新編。第10補給隊、第10衛生隊を春日井駐屯地に配置。
3. 第10特科連隊第6特科大隊（豊川駐屯地）が分離独立し、第10師団直轄として第10高射特科大隊が豊川駐屯地に新編。
4. 第10偵察隊に電子偵察小隊を新編。
5. 第10師団司令部付隊に化学防護小隊を新編。

- 1992年（平成04年）9月：カンボジア国際平和協力業務支援のため、第1次カンボジア派遣施設大隊に43名が参加。
- 1994年（平成06年）3月28日：中部方面航空隊から第10飛行隊を隷下に編入。
- 1995年（平成07年）1月：阪神・淡路大震災災害派遣（司令部以下師団主力が神戸市東灘区以西の被災地へ）。
- 1998年（平成10年）11月：ハリケーン被災者支援の為、ホンジュラス共和国へ56名を派遣。
- 2002年（平成14年）7月：第14次ゴラン高原派遣輸送隊に師団から43名を派遣。
- 2003年（平成15年）2月：第3次東ティモール派遣隊に師団から116名を派遣。
- 2004年（平成16年）3月29日：戦略機動師団への改編（定員を7,000人から8,700人に増強）。

1. 第49普通科連隊（即応予備自衛官を主体としたコア部隊）を豊川駐屯地に新編。第10師団に隷属。
2. 第10対戦車隊（春日井駐屯地）を廃止し、各普通科連隊隷下に対戦車中隊を新編。
3. 各普通科連隊に軽装甲機動車、高機動車を配備。重迫撃砲中隊に120mm迫撃砲を配備。
4. 第10戦車大隊（機甲科部隊）に第3戦車中隊、第4戦車中隊を新編。
5. 第10高射特科大隊（高射特科部隊）に93式近距離地対空誘導弾（近SAM）を配備。
6. 第10飛行隊（航空科部隊）に中型ヘリ（UH-1J）を配備。
7. 第10後方支援連隊本部、本部付隊、衛生隊（衛生科部隊）および補給隊（需品科部隊）が守山駐屯地から春日井駐屯地へ移駐（26日）。
8. 第10後方支援連隊の武器大隊（武器科部隊）を廃止し、第1整備大隊、第2整備大隊に再編。一部が春日井駐屯地から守山駐屯地へ移駐。
9. 司令部付隊化学防護小隊が第10化学防護隊（化学科部隊）として新編。

- 2005年（平成17年）2月：第5次イラク復興支援群に約500名を派遣。
- 2006年（平成18年）6月：ジャワ島地震被災者支援の国際緊急援助活動としてインドネシアへ派遣。
- 2008年（平成20年）10月：国際緊急援助隊指定部隊に指定。期間は平成20年10月1日～平成21年3月31日まで。
- 2011年（平成23年）3月：東日本大震災に伴う災害派遣。主に宮城県内で活動。期間は平成23年3月11日～平成23年5月24日(主力)。入浴支援活動は7月22日まで。
- 2012年（平成24年）8月：自衛隊ハイチPKO派遣国際救援隊参加。
- 2013年（平成25年）3月26日：部隊改編。

1. 第10化学防護隊を第10特殊武器防護隊へ改編。生物偵察車を導入[4]。
2. 第10戦車大隊の第3戦車中隊および第4戦車中隊を廃止[5]。

- 2014年（平成26年）3月26日：即応近代化改編[6]。

1. 第49普通科連隊を師団隷下から中部方面混成団隷下に異動。
2. 第14・33・35普通科連隊の対戦車中隊を廃止。
3. 第10特科連隊第4特科大隊、第5特科大隊を廃止。5個大隊編成から3個大隊編成に縮小編成。
4. 第10通信大隊を改編。

- 2017年（平成29年）3月26日：部隊改編。

1. 野外通信システムの導入に伴い、第10通信大隊が改編。
2. 第10通信大隊の改編に伴い、第10後方支援連隊が整備支援機能を改編。

- 2018年（平成30年）3月7日：東邦ガスと大規模災害時の相互協力協定を締結[7]。

2020年頃の主要編成
第14・第33・第35普通科連隊、第10特科連隊、第10高射特科大隊、第10戦車大隊
- 2024年（令和06年）3月21日：地域配備師団へ改編。

1. 第10偵察隊（春日井駐屯地）と第10戦車大隊（今津駐屯地）を廃止・統合し、第10偵察戦闘大隊を豊川駐屯地に新編。
2. 第10特科連隊（豊川駐屯地）が廃止・改編され、中部方面特科連隊第2特科大隊として豊川駐屯地に新編。

2024年頃の主要編成
第14・第33・第35普通科連隊、第10高射特科大隊、第10偵察戦闘大隊

## 編成・駐屯地
編成
- 第10師団司令部
- 第14普通科連隊（4個普通科中隊基幹）
- 第33普通科連隊（4個普通科中隊基幹）
- 第35普通科連隊（4個普通科中隊基幹）
- 第10後方支援連隊
- 第10偵察戦闘大隊
- 第10高射特科大隊
- 第10施設大隊
- 第10通信大隊
- 第10飛行隊
- 第10特殊武器防護隊
- 第10師団司令部付隊
- 第10音楽隊

駐屯地
- 守山駐屯地（愛知県名古屋市）
  - 師団司令部および同付隊
  - 第35普通科連隊
  - 第10通信大隊
  - 第10特殊武器防護隊
  - 第10音楽隊
- 金沢駐屯地（石川県金沢市）
  - 第14普通科連隊
- 久居駐屯地（三重県津市）
  - 第33普通科連隊
- 豊川駐屯地（愛知県豊川市）
  - 第10偵察戦闘大隊
  - 第10高射特科大隊
- 春日井駐屯地（愛知県春日井市）
  - 第10後方支援連隊
  - 第10施設大隊
- 明野駐屯地（三重県伊勢市）
  - 第10飛行隊

## 主要幹部
| 官職名                     | 階級    | 氏名     | 補職発令日     | 前職                             |
| -------------------------- | ------- | -------- | -------------- | -------------------------------- |
| 第10師団長                 | 陸将    | 垂水達雄 | 2024年12月20日 | 陸上幕僚監部運用支援・訓練部長   |
| 副師団長 兼 守山駐屯地司令 | 陸将補  | 黒羽明   | 2024年12月20日 | 第2施設団長 兼 船岡駐屯地司令    |
| 幕僚長                     | 1等陸佐 | 木原邦洋 | 2024年03月28日 | 陸上幕僚監部人事教育部厚生課長   |
| 火力調整部長               | 1等陸佐 | 西田誠   | 2024年03月21日 | 第13特科隊長 兼 日本原駐屯地司令 |

| 代                                 | 氏名                               | 在職期間                           | 出身校・期                         | 前職                                           | 後職                                     |                                    |
| 第10混成団長（特記ない限り陸将補） | 第10混成団長（特記ない限り陸将補） | 第10混成団長（特記ない限り陸将補） | 第10混成団長（特記ない限り陸将補） | 第10混成団長（特記ない限り陸将補）             | 第10混成団長（特記ない限り陸将補）       | 第10混成団長（特記ない限り陸将補） |
| ---------------------------------- | ---------------------------------- | ---------------------------------- | ---------------------------------- | ---------------------------------------------- | ---------------------------------------- | ---------------------------------- |
| 01                                 | 長谷部清                           | 1958年06月10日 - 1959年07月31日    | 陸士40期・ 陸大47期                | 防衛研修所副所長 →1958年5月2日 第3管区総監部付 | 第3管区総監                              |                                    |
| 02                                 | 熊谷卓次                           | 1959年08月01日 - 1961年07月31日    | 東京帝国大学 昭和8年卒             | 陸上幕僚監部監理部長                           | 西部方面総監部幕僚長 兼 健軍駐とん地司令 |                                    |
| 03                                 | 野尻徳雄 (陸将)                    | 1961年08月01日 - 1962年01月17日    | 陸士41期・ 砲工38期                | 陸上幕僚監部第4部長                            | 第10師団長                               |                                    |
| 第10師団長（陸将・指定職1号）      |                                    |                                    |                                    |                                                |                                          |                                    |
| 01                                 | 野尻徳雄                           | 1962年01月18日 - 1963年03月15日    | 陸士41期・ 砲工38期                | 第10混成団長                                   | 第1師団長                                |                                    |
| 02                                 | 太田庄次                           | 1963年03月16日 - 1965年07月15日    | 陸士42期・ 陸大54期                | 第7師団長                                      | 東北方面総監                             |                                    |
| 03                                 | 平野斗作                           | 1965年07月16日 - 1967年06月30日    | 陸士46期・ 陸大54期                | 東部方面総監部幕僚長                           | 退職                                     |                                    |
| 04                                 | 長谷川茂                           | 1967年07月01日 - 1971年03月15日    | 陸士47期・ 陸大57期                | 北部方面総監部幕僚長 兼 札幌駐とん地司令       | 陸上幕僚監部付 →1971年7月1日 退職        |                                    |
| 05                                 | 川名聰雄                           | 1971年03月16日 - 1973年03月15日    | 陸士50期・ 陸大59期                | 自衛隊大阪地方連絡部長                         | 陸上幕僚監部付 →1973年4月1日 退職        |                                    |
| 06                                 | 村木杉太郎                         | 1973年03月16日 - 1975年03月16日    | 東京商科大学 昭和17年卒・ 短現9期  | 陸上幕僚監部監理部長                           | 統合幕僚会議事務局長 兼 統合幕僚学校長   |                                    |
| 07                                 | 大西啓                             | 1975年03月17日 - 1977年06月30日    | 陸士55期                           | 北部方面総監部幕僚長 兼 札幌駐とん地司令       | 退職                                     |                                    |
| 08                                 | 河津幸三郎                         | 1977年07月01日 - 1979年06月30日    | 陸航士58期                         | 陸上幕僚監部第4部長                            | 陸上自衛隊富士学校長 兼 富士駐とん地司令 |                                    |
| 09                                 | 渡部敬太郎                         | 1979年07月01日 - 1981年06月30日    | 陸士60期                           | 陸上幕僚監部人事部長                           | 北部方面総監                             |                                    |
| 10                                 | 沖田裕                             | 1981年07月01日 - 1983年06月30日    | 陸航士60期                         | 東部方面総監部幕僚長 兼 市ヶ谷駐とん地司令     | 退職                                     |                                    |
| 11                                 | 若月勲                             | 1983年07月01日 - 1985年06月30日    | 名幼47期・ 中央大学 昭和28年卒     | 北部方面総監部幕僚長 兼 札幌駐屯地司令         | 東北方面総監                             |                                    |
| 12                                 | 清水幸雄                           | 1985年07月01日 - 1987年06月30日    | 神戸外語大 昭和30年卒              | 陸上幕僚監部人事部長                           | 陸上自衛隊幹部学校長                     |                                    |
| 13                                 | 中俣壯一                           | 1987年07月01日 - 1988年07月06日    | 九州大学 昭和30年卒                | 防衛大学校幹事                                 | 陸上自衛隊幹部学校長                     |                                    |
| 14                                 | 澤井福重                           | 1988年07月07日 - 1990年03月15日    | 徳島大学 昭和30年卒                | 東部方面総監部幕僚長 兼 市ケ谷駐屯地司令       | 退職                                     |                                    |
| 15                                 | 里中哲朗                           | 1990年03月16日 - 1992年06月15日    | 立命館大学 昭和34年卒              | 北部方面総監部幕僚長 兼 札幌駐屯地司令         | 陸上自衛隊幹部学校長                     |                                    |
| 16                                 | 長谷川重孝                         | 1992年06月16日 - 1994年03月22日    | 防大6期                            | 北部方面総監部幕僚長 兼 札幌駐屯地司令         | 陸上自衛隊富士学校長 兼 富士駐屯地司令   |                                    |
| 17                                 | 佐々木英嗣                         | 1994年03月23日 - 1996年03月24日    | 防大7期                            | 西部方面総監部幕僚長 兼 健軍駐屯地司令         | 統合幕僚学校長                           |                                    |
| 18                                 | 國見昌宏                           | 1996年03月25日 - 1997年01月19日    | 防大9期                            | 東部方面総監部幕僚長 兼 朝霞駐屯地司令         | 情報本部長                               |                                    |
| 19                                 | 池田修                             | 1997年01月20日 - 1999年07月08日    | 防大9期                            | 中部方面総監部幕僚長 兼 伊丹駐屯地司令         | 退職                                     |                                    |
| 20                                 | 川井武彦                           | 1999年07月09日 - 2001年12月02日    | 防大11期                           | 東北方面総監部幕僚長 兼 仙台駐屯地司令         | 退職                                     |                                    |
| 21                                 | 寺尾憲治                           | 2001年12月03日 - 2003年03月26日    | 防大14期                           | 東部方面総監部幕僚長 兼 朝霞駐屯地司令         | 陸上自衛隊研究本部長                     |                                    |
| 22                                 | 井上廣司                           | 2003年03月27日 - 2004年08月29日    | 防大16期                           | 北部方面総監部幕僚長 兼 札幌駐屯地司令         | 防衛大学校幹事                           |                                    |
| 23                                 | 廣瀬清一                           | 2004年08月30日 - 2005年07月27日    | 防大17期                           | 陸上幕僚監部人事部長                           | 陸上自衛隊幹部学校長 兼 目黒駐屯地司令   |                                    |
| 24                                 | 火箱芳文                           | 2005年07月28日 - 2007年03月27日    | 防大18期                           | 北部方面総監部幕僚長 兼 札幌駐屯地司令         | 防衛大学校幹事                           |                                    |
| 25                                 | 中村幹生                           | 2007年03月28日 - 2008年07月31日    | 防大17期                           | 情報保全隊長                                   | 退職                                     |                                    |
| 26                                 | 千葉徳次郎                         | 2008年08月01日 - 2009年07月20日    | 防大21期                           | 東部方面総監部幕僚長 兼 朝霞駐屯地司令         | 防衛大学校幹事                           |                                    |
| 27                                 | 河村仁                             | 2009年07月21日 - 2011年04月26日    | 防大22期                           | 防衛研究所副所長                               | 陸上自衛隊幹部学校長 兼 目黒駐屯地司令   |                                    |
| 28                                 | 宮嵜泰樹                           | 2011年04月27日 - 2012年07月25日    | 防大22期                           | 陸上幕僚監部監察官                             | 退職 →2012年8月 東京都庁危機管理監       |                                    |
| 29                                 | 松村五郎                           | 2012年07月26日 - 2013年08月21日    | 東京大学 昭和56年卒                | 陸上幕僚監部人事部長                           | 統合幕僚副長                             |                                    |
| 30                                 | 保松秀次郎                         | 2013年08月22日 - 2015年03月29日    | 防大24期                           | 西部方面総監部幕僚長 兼 健軍駐屯地司令         | 退職                                     |                                    |
| 31                                 | 山本頼人                           | 2015年03月30日 - 2017年07月31日    | 防大27期                           | 防衛研究所副所長                               | 退職                                     |                                    |
| 32                                 | 甲斐芳樹                           | 2017年08月01日 - 2019年03月31日    | 防大28期                           | 第11旅団長                                     | 退職                                     |                                    |
| 33                                 | 鈴木直栄                           | 2019年04月01日 - 2021年03月25日    | 防大30期                           | 防衛研究所副所長                               | 退職                                     |                                    |
| 34                                 | 中野義久                           | 2021年03月26日 - 2022年12月22日    | 防大31期                           | 中部方面総監部幕僚長 兼 伊丹駐屯地司令         | 退職                                     |                                    |
| 35                                 | 酒井秀典                           | 2022年12月23日 - 2024年12月19日    | 防大33期                           | 中部方面総監部幕僚長 兼 伊丹駐屯地司令         | 退職                                     |                                    |
| 36                                 | 垂水達雄                           | 2024年12月20日 -                   | 防大35期                           | 陸上幕僚監部運用支援・訓練部長                 |                                          |                                    |

## 警備地区
- 第10警備地区：愛知、岐阜、三重、福井、石川、富山
  - 警備隊区：
    - 第14普通科連隊
      - 第1普通科中隊：石川県加賀
      - 第2普通科中隊：石川県能登
      - 第3普通科中隊：富山県南部
      - 第4普通科中隊：福井県嶺北
      - 重迫撃砲中隊：富山県東部

    - 第33普通科連隊
      - 警備隊区は三重県全域[10]で、連隊長は三重地区隊長（指定部隊の長）として、三重県内の各部隊の災害派遣を指揮する。
      - 第1普通科中隊：津市、伊賀（伊賀市、名張市）
      - 第2普通科中隊：北勢（桑名市、いなべ市、四日市市、鈴鹿市、亀山市、木曽岬町、東員町、菰野町、朝日町、川越町）
      - 第3普通科中隊：中勢（松阪市、大台町、多気町、明和町）
      - 第4普通科中隊：東紀州（尾鷲市、熊野市、紀北町、御浜町、紀宝町）
      - 重迫撃砲中隊：南勢（伊勢市、鳥羽市、志摩市、玉城町、度会町、大紀町、南伊勢町）

    - 第35普通科連隊
      - 警備隊区は愛知県尾張と岐阜県全域の44市30町3村の合計77市町村であり、名古屋市と岐阜市を連隊直轄とし、第3普通科中隊・重迫撃砲中隊が愛知県を、第1・第2・第4普通科中隊が岐阜県を担任する[11]。2014年（平成26年）3月26日以降現在まで以下の編成となっている[11]。
      - 連隊直轄：名古屋市・岐阜市
      - 岐阜県隊区
        - 第1普通科中隊：高山市・関市・美濃市・飛騨市・郡上市・下呂市・富加町・白川村
        - 第2普通科中隊：大垣市・各務原市・羽島市・山県市・瑞穂市・本巣市・海津市・岐南町・笠松町・養老町・垂井町・関ヶ原町・神戸町・輪之内町・安八町・揖斐川町・大野町・池田町・北方町
        - 第4普通科中隊：多治見市・中津川市・瑞浪市・恵那市・美濃加茂市・土岐市・可児市・坂祝町・川辺町・七宗町・八百津町・白川町・東白川村・御嵩町

      - 愛知県隊区
        - 第3普通科中隊：一宮市・春日井市・津島市・犬山市・江南市・小牧市・稲沢市・岩倉市・愛西市・清須市・北名古屋市・弥富市・あま市・豊山町・大口町・扶桑町・大治町・蟹江町・飛島村
        - 重迫撃砲中隊：瀬戸市・半田市・常滑市・東海市・大府市・知多市・尾張旭市・豊明市・日進市・長久手市・東郷町・阿久比町・東浦町・南知多町・美浜町・武豊町

    - 中部方面特科連隊第2特科大隊：愛知県尾張地方（第6施設群長指揮下）

## 廃止部隊
- 1991年（平成3年）3月28日廃止
  - 第10武器隊「10武」（春日井駐屯地）：第10後方支援連隊武器隊へ改編。
  - 第10補給隊「10補」（守山駐屯地）：第10後方支援連隊補給隊へ改編。
  - 第10輸送隊「10輸」（春日井駐屯地）：第10後方支援連隊輸送隊へ改編。
  - 第10衛生隊「10衛」（守山駐屯地）：第10後方支援連隊衛生隊へ改編。
- 2004年（平成16年）3月28日廃止
  - 第10対戦車隊「10対戦」（春日井駐屯地）：各普通科連隊隷下に対戦車中隊を新編。
- 2004年（平成16年）3月28日廃止
  - 第10師団司令部付隊化学防護小隊「10師-付」（守山駐屯地）：第10化学防護隊へ改編。
- 2013年（平成25年）3月25日廃止
  - 第10化学防護隊「10化」（守山駐屯地）：第10特殊武器防護隊へ改編。
- 2024年（令和6年）3月20日廃止
  - 第10特科連隊「10特-本」（豊川駐屯地）：中部方面特科連隊第2特科大隊へ改編。
  - 第10戦車大隊「10戦-本」（今津駐屯地）：第10偵察戦闘大隊へ改編。
  - 第10偵察隊「10偵」（春日井駐屯地）：第10偵察戦闘大隊へ改編。